# Брумолл (Пенсільванія)
Брумолл (англ. Broomall) — переписна місцевість (CDP) в США, в окрузі Делавер штату Пенсільванія. Населення — 11 718 осіб (2020).

## Географія
Брумолл розташований за координатами 39°58′10″ пн. ш. 75°21′11″ зх. д. / 39.96944° пн. ш. 75.35306° зх. д. (39.969466, -75.352926).  За даними Бюро перепису населення США в 2010 році переписна місцевість мала площу 7,49 км², уся площа — суходіл.

## Демографія
Згідно з переписом 2010 року, у переписній місцевості мешкало 10 789 осіб у 4228 домогосподарствах у складі 3049 родин. Густота населення становила 1441 особа/км².  Було 4349 помешкань (581/км²).
Расовий склад населення:
| - 89,1 % — білих - 7,7 % — азіатів - 1,8 % — чорних або афроамериканців |

До двох чи більше рас належало 1,0 %. Частка іспаномовних становила 1,4 % від усіх жителів.
За віковим діапазоном населення розподілялося таким чином: 20,0 % — особи молодші 18 років, 59,2 % — особи у віці 18—64 років, 20,8 % — особи у віці 65 років та старші. Медіана віку мешканця становила 45,8 року. На 100 осіб жіночої статі у переписній місцевості припадало 92,8 чоловіків;  на 100 жінок у віці від 18 років та старших — 90,4 чоловіків також старших 18 років.
Середній дохід на одне домашнє господарство  становив 87 935 доларів США (медіана — 76 010), а середній дохід на одну сім'ю — 101 279 доларів (медіана — 91 719). Медіана доходів становила 60 851 долар для чоловіків та 44 815 доларів для жінок. За межею бідності перебувало 3,5 % осіб, у тому числі 3,3 % дітей у віці до 18 років та 3,2 % осіб у віці 65 років та старших.
Цивільне працевлаштоване населення становило 5545 осіб. Основні галузі зайнятості: освіта, охорона здоров'я та соціальна допомога — 25,4 %, роздрібна торгівля — 12,6 %, науковці, спеціалісти, менеджери — 10,2 %, фінанси, страхування та нерухомість — 9,4 %.